# Liste der Bodendenkmäler in Dülmen
Die Liste der Bodendenkmäler in Dülmen enthält die denkmalgeschützten unterirdischen baulichen Anlagen, Reste oberirdischer baulicher Anlagen, Zeugnisse tierischen und pflanzlichen Lebens und paläontologischen Reste auf dem Gebiet der Stadt Dülmen im Kreis Coesfeld in Nordrhein-Westfalen (Stand: September 2023). Diese Bodendenkmäler sind in Teil B der Denkmalliste der Stadt Dülmen eingetragen; Grundlage für die Aufnahme ist das Denkmalschutzgesetz Nordrhein-Westfalen (DSchG NRW).
| Bild                               | Bezeichnung                                                                                    | Lage                                               | Beschreibung | Bauzeit | Eingetragen seit                                                       | Denkmal- nummer |
| ---------------------------------- | ---------------------------------------------------------------------------------------------- | -------------------------------------------------- | --- | --- | ---------------------------------------------------------------------- | --------------- |
|                                    | Landwehr                                                                                       | Kirchspiel, Dülmen                                 | Landwehrteilstück (ca. 225 m), Doppelwall | | 24. Juli 1986                                                          | 1               |
|                                    | Landwehr                                                                                       | Bauerschaft Daldrup/Ondrup, Kirchspiel, Dülmen     | Landwehrteilstück (ca. 170 m), Doppelwall mit einer Unterbrechung | | 24. Juli 1986                                                          | 2               |
|                                    | Grabhügelfeld                                                                                  | Nietelbrock, Bauerschaft Empte, Kirchspiel, Dülmen | Durchmesser 11 bis 23 m, Höhe 0,3 bis 1,3 m | späte Jungsteinzeit/frühe Bronzezeit (größere Hügel), jüngere Bronzezeit/ältere Eisenzeit (kleinere Hügel)  | 24. Juli 1986                                                          | 3               |
|                                    | Gräftenanlage „Anepel“                                                                         | Kottenbrock, Kirchspiel, Dülmen                    | Gräftenanlage, ca. 220 × 200 m | | 24. Juli 1986                                                          | 4               |
|                                    | Gräberfeld, Grabhügel                                                                          | Bauerschaft Börnste, Kirchspiel, Dülmen            | Durchmesser 6,6 bis 10,5 m, Höhe 0,4 bis 1,2 m | jüngere Bronzezeit/ältere Eisenzeit                                                                         | 24. Juli 1986                                                          | 5               |
|                                    | Landwehr (Visbecker Mühlenbach)                                                                | Süskenbrocks Heide, Kirchspiel, Dülmen             | Vier Landwehrteilstücke, 130 bis 749 m | | 24. Juli 1986                                                          | 6               |
|                                    | Grabhügel                                                                                      | Bauerschaft Börnste, Kirchspiel, Dülmen            | Durchmesser 17 m, Höhe 0,7 m | späte Jungsteinzeit/frühe Bronzezeit                                                                        | 24. Juli 1986                                                          | 7               |
|                                    | Grabhügelfeld                                                                                  | Bauerschaft Welte, Kirchspiel, Dülmen              | Gräberfeld mit ca. Grabhügeln und 6 Langgräbern | jüngere Bronzezeit/ältere Eisenzeit                                                                         | 24. Juli 1986                                                          | 8               |
|                                    | Grabhügel                                                                                      | Empter Mark, Kirchspiel, Dülmen                    | Zwei Grabhügel, Durchmesser 19,2 und 20,6 m, Höhe 0,6 und 1,1 m | späte Jungsteinzeit/frühe Bronzezeit                                                                        | 24. Juli 1986                                                          | 9               |
|                                    | Grabhügel                                                                                      | Welte, Kirchspiel, Dülmen                          | Durchmesser 18,8 m, Höhe 1,1 m | späte Jungsteinzeit/frühe Bronzezeit                                                                        | 24. Juli 1986                                                          | 10              |
|                                    | Grabhügel                                                                                      | Kottenbrock, Kirchspiel, Dülmen                    | Zwei Grabhügel, Durchmesser 13,4 und 20 m | jüngere Bronzezeit/ältere Eisenzeit (größerer Hügel), jüngere Bronzezeit/ältere Eisenzeit (kleinerer Hügel) | 24. Juli 1986                                                          | 11              |
|                                    | Grabhügel                                                                                      | Kottenbrock, Kirchspiel, Dülmen                    | Zwei Grabhügel, Durchmesser 13,6 und 14,6 m | jüngere Bronzezeit/ältere Eisenzeit                                                                         | 24. Juli 1986                                                          | 12              |
|                                    | Grabhügel                                                                                      | Kottenbrock, Kirchspiel, Dülmen                    | Durchmesser 24 m, Höhe 1,6 m | späte Jungsteinzeit/frühe Bronzezeit                                                                        | 24. Juli 1986                                                          | 13              |
|                                    | Grabhügel                                                                                      | Kottenbrock, Kirchspiel, Dülmen                    | Durchmesser 16 m, Höhe 0,7 m | späte Jungsteinzeit/Frühe Bronzezeit                                                                        | 24. Juli 1986                                                          | 14              |
| Gräftenanlage „Hof Hinderkinck“    | Gräftenanlage „Hof Hinderkinck“                                                                | Dülmen                                             | Gräftenanlage (ca. 100 × 90 m), ehemalige Hofstelle | 14. Jahrhundert                                                                                             | 24. Juli 1986                                                          | 15              |
|                                    | Grabhügelgruppe                                                                                | Strukamp, Kirchspiel, Dülmen                       | Drei Grabhügel, Durchmesser 6,4 bis 13 m, Höhe 0,3 bis 0,7 m | jüngere Bronzezeit/ältere Eisenzeit                                                                         | 24. Juli 1988 (möglicherweise Tippfehler, es könnte 1986 gemeint sein) | 16              |
|                                    | Grabhügel                                                                                      | Strukamp, Kirchspiel, Dülmen                       | Durchmesser 9 m, Höhe 0,7 m | jüngere Bronzezeit/ältere Eisenzeit                                                                         | 24. Juli 1986                                                          | 17              |
| Abschnitt der Napoleonstraße       | Abschnitt der Napoleonstraße                                                                   | Hausdülmen, Dülmen                                 | Dammartig aufgeschüttete ehemalige Straßentrasse beiderseits des Heubachs, Teilstücke 85 und 55 m, Gesamtbreite 24 m, Straßenbreite 12 m, in Reihen gepflanzte Eichen | 1812/13 | 24. Juli 1986                                                          | 18              |
|                                    | Grabhügel                                                                                      | Kottenbrock, Kirchspiel, Dülmen                    | Durchmesser 22 m, Höhe 1,3 m | ausgehende Jungsteinzeit                                                                                    | 18. Mai 1992                                                           | 19              |
|                                    | Grabhügelgruppe                                                                                | Strukamp, Merode, Merfeld, Dülmen                  | Drei Grabhügel mit Durchmesser 7 m, Höhe 0,4 bis 0,6 m | jüngere Bronzezeit/ältere Eisenzeit                                                                         | 18. Mai 1992                                                           | 20              |
| weitere Bilder                     | Ehemaliger Jüdischer Friedhof                                                                  | Lüdinghauser Straße, Dülmen                        | Ehemaliger jüdischer Friedhof (im Zuge der Stadtbefestigung) | seit 15. Jahrhundert, letzte Bestattungen 1905 bis 1937, 1937 Einebnung des Friedhofs                       | 3. Februar 1994                                                        | 22 Wikidata     |
| Jüdischer Friedhof                 | Jüdischer Friedhof                                                                             | Gartenstraße, Rorup, Dülmen                        | Fläche im Nordwesten des Roruper Friedhofs | eventuell seit 1811                                                                                         | 30. Juni 1994                                                          | 23              |
|                                    | Ehemaliger Standort der Burg Hido                                                              | Burgstraße, Hiddingsel, Dülmen                     | Ehemaliges Haus Hiddingsel, seit 1331 Haupthof, dann Obedienzgut Hiddingsel, hervorgegangen aus dem Gut Tuchtorpe; Abriss 1890                                        | 14. Jahrhundert                                                                                             | 24. Januar 2000                                                        | 24              |
| Ehemaliger Rittersitz Haus Osthoff | Ehemaliger Rittersitz Haus Osthoff                                                             | Dülmen                                             | Eininselanlage mit doppelter Umgräftung | 14. Jahrhundert                                                                                             | 21. Juli 1997                                                          | 25              |
|                                    | Siedlung des frühen bis hohen Mittelalters „Auf der Laube III“                                 | Dülmen                                             | Unter Flur erhaltene Bausubstanz, z. B. Grubenhäuser | 9. bis 12. Jahrhundert                                                                                      | 28. April 2006                                                         | 26              |
|                                    | Siedlung der Römischen Kaiserzeit und vorgeschichtlicher Brandgräberfriedhof „Auf dem Bleck I“ | Dülmen                                             | Germanische Siedlung mit südwestlich anschließendem Brandgräberfriedhof                                                                                               | 1. bis 4. Jahrhundert                                                                                       | 28. April 2006                                                         | 27              |
|                                    | Mittelalterliche Hofwüstung „Auf der Laube I“                                                  | Dülmen                                             | Hofstelle mit Haupt- und Nebengebäuden, Brunnen und Siedlungsgruben                                                                                                   | Mittelalter, mehrperiodisch                                                                                 | 28. April 2006                                                         | 28              |
|                                    | Hochmittelalterliche Hofwüstung „Kuhmann“                                                      | Merfeld, Dülmen                                    | Hofwüstung mit Gebäudestrukturen | 10. bis 13. Jahrhundert                                                                                     | 6. März 2007                                                           | 29              |
|                                    | Vorgeschichtlicher Siedlungsplatz                                                              | Kannebrocksweg, Bauerschaft, Merfeld, Dülmen       | Siedlungsplatz | beginnende Bronzezeit                                                                                       | 31. Oktober 2008                                                       | 30              |
|                                    | Hügelgräberfeld St.-Barbara-Kaserne                                                            | Dülmen                                             | Hügelgräberfeld mit mehreren, flachen Grabhügeln | späte Bronzezeit/frühe Eisenzeit                                                                            | 9. März 2009                                                           | 31              |
|                                    | Mittelsteinzeitlicher Rastplatz „Sunderheide“                                                  | Bauerschaft Leuste, Kirchspiel, Dülmen             | | mittlere Steinzeit                                                                                          | 13. September 2011                                                     | 32              |
|                                    | Brauereikeller der ehemaligen Brauerei Limberg                                                 |                                                    | Einzig erhaltende Reste der Brauerei aus dem 19. Jahrhundert, Keller teilweise zweigeschossig                                                                         | 19. Jahrhundert                                                                                             | 25. September 2023                                                     | 35              |

Die Bodendenkmäler 21, 33 und 34 wurden aus der Liste gelöscht.